# Caproni Ca.314
Caproni Ca.314 là một loại máy bay ném bom của Ý trong Chiến tranh thế giới II.

## Biến thể

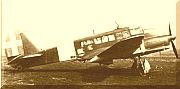
Ca.314

- Ca 314A:
- Ca 314-SC (Scorta):
- Ca 314B:
- Ca 314C:

## Quốc gia sử dụng
Ý
- Regia Aeronautica

 Hungary
- Không quân Hungary

## Tính năng kỹ chiến thuật (Ca.314A)
Đặc điểm tổng quát
- Kíp lái: 3
- Chiều dài: 11,80 m (38,7 ft)
- Sải cánh: 16,65 m (54,63 ft)
- Chiều cao: 3,70 m (12,1 ft)
- Diện tích cánh: 39,2 m² (421,9 ft²)
- Trọng lượng rỗng: 4.560 kg (10.053 lb)
- Trọng lượng có tải: 6.620 kg (14.595 lb)
- Động cơ: 2 × Isotta-Fraschini Delta R.C.25 I-DS, 540 kW (724 hp)  mỗi chiếc

 Hiệu suất bay 
- Vận tốc cực đại: 395 km/h (245 mph)
- Tầm bay: 1.690 km (1.050 mi)
- Trần bay: 6.400 m (20.997 ft)

Trang bị vũ khí

- Súng máy: 2 × 12,7 mm (0.5 in), 1 × 7,7 mm (.303 in) Breda SAFAT
- Bom: Lên tới 500 kg (1,102 lb)